# Rhododendron prainianum
Rhododendron prainianum är en ljungväxtart som beskrevs av Sijfert Hendrik Koorders. Rhododendron prainianum ingår i släktet rododendron, och familjen ljungväxter. Inga underarter finns listade i Catalogue of Life.